# Олне л'Етр
Олне л'Етр (фр. Aulnay-l'Aître) насеље је и општина у североисточној Француској у региону Шампањ-Арден, у департману Марна која припада префектури Витри ле Франсоа.
По подацима из 2011. године у општини је живело 141 становника, а густина насељености је износила 16,87 становника/km². Општина се простире на површини од 8,36 km². Налази се на средњој надморској висини од 156 метара.

## Демографија
| 1962. | 1968. | 1975. | 1982. | 1990. | 1999. | 2011. |
| ----- | ----- | ----- | ----- | ----- | ----- | ----- |
| 137   | 124   | 111   | 127   | 129   | 122   | 141   |

График промене броја становника у току последњих година